# Équipe d'Équateur féminine de basket-ball
Maillots
L’équipe d'Équateur de basket-ball féminin est la sélection des meilleures joueuses équatoriennes de basket-ball.

## Parcours en compétitions internationales

### Parcours en Championnat du monde
Voici le parcours de l’équipe d'Équateur en Championnat du monde :
- 1971 :  12e

### Parcours en Championnat des Amériques
Voici le parcours de l’équipe d'Équateur en Championnat des Amériques :
- 2015 :  7e

### Parcours en Championnat d'Amérique du Sud
Voici le parcours de l’équipe d'Équateur en Championnat d'Amérique du Sud :
- 1954 :   3e
- 1970 :   3e